# Rattlesnake
"Rattlesnake" é uma canção do disc jockey americano, Antonio Fresco e das cantoras Patricia Possollo e Lorena J'zel. A canção foi lançada em 12 de abril de 2019 e tem letras em inglês, espanhol e português. Possollo forneceu letras em inglês e português e J'zel forneceu as letras em espanhol, enquanto a produção era da Fresco. A canção apresenta produção no estilo de Moombahton e Dancehall, com elementos da música pop. "Rattlesnake" foi escrito na chave de lá menor com um ritmo de 105 batimentos por minuto em tempo comum. O videoclipe da canção foi lançado em 217 de maio de 2019, no YouTube.

## Vídeo musical
O vídeo da letra de "Rattlesnake" foi lançado em 17 de maio de 2019 no YouTube. O vídeo mostra animação das letras e foi produzido por Kenny Harlow. O vídeo tem duração total de três minutos e vinte e seis segundos.

## Faixas
| Digital download |               |         |  |
| N.º              | Título        | Duração |  |
| 1.               | "Rattlesnake" | 3:26    |  |